# Espinac xinès
L'espinac xinès (Amaranthus dubius) és una espècie de planta comestible dins la família amarantàcia.

## Distribució
És originari d'Euràsia i Àfrica.
Ha estat introduït a Florida, Carib i Amèrica del Sud.

## Descripció
Normalment fa 80-120 cm d'alt. Hi ha varietats verdes i vermelles i altres de colors mesclats. La varietat verda és gairebé igual a l'amarant gràcil. És una espècie ruderal.

## Gastronomia
A Àsia s'aprecien molt les seves fulles i també a Àfrica. Es pot menjar cru o cuit en curri i en bhajis. En la llengua bantu d'Uganda rep el nom de Doodo i es talla fi i es menja amb cebes i tomàquets.